# Gwerz

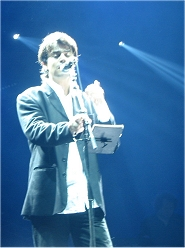
Denez Prigent auf einem Konzert in Lorient, Bretagne

Gwerz (plural: gwerzioù) bezeichnet in der bretonischen Musik eine Ballade bzw. ein Klagelied. Gwerzioù sind zumeist in bretonischer Sprache gehalten und behandeln historische oder mythologische Themen, meist von tragischem oder melancholischem Charakter.
Die Melodien der Gwerzioù sind oftmals einfach gehalten, sodass die künstlerische Qualität weitgehend von der Persönlichkeit und Musikalität des vortragenden Sängers abhängt. Dieser trägt den Gesang zumeist in einem freien Rhythmus vor, der Raum für Improvisation lässt.
Die bekanntesten Interpreten bretonischer Gwerzioù sind Erik Marchand, der in den 1980er und 1990er Jahren auch Kopf der stilbildenden Folkgruppe Gwerz war, und Yann-Fañch Kemener. Bekanntester Name aus der jüngeren Generation bretonischer Sänger ist Denez Prigent. Alle drei Interpreten zeichnen sich durch einen freien Gesang in einer sehr hohen, eigentlich weiblichen Stimmlage aus. Eine spekulative Erklärung für die weite Verbreitung dieses Stils in der Bretagne liegt darin, dass Gwerzioù vor dem Folk-Revival der 1960er und 1970er Jahre vorwiegend von älteren Frauen bewahrt worden seien, deren Gesangsstil von den männlichen Sängern imitiert worden sei. Diese Theorie wird durch die Existenz entsprechender Feldaufnahmen aus der ersten Hälfte des 20. Jahrhunderts gestützt.